# Lirceus bicuspidatus
Lirceus bicuspidatus és una espècie de crustaci isòpode pertanyent a la família dels asèl·lids.

## Distribució geogràfica
Es troba a Nord-amèrica: Arkansas (els Estats Units).